# موسى الإحقاقي
الميرزا موسى بن محمد باقر بن محمد سليم الحائري الأسكوئي (1279 هـ - 1364 هـ). هو مرجع شيعي شيخي من أصول إيرانية (أذرية) إذ أنَّ والده من أهل أُسكو بأذربايجان الإيرانيَّة، ولهذه المدينة اشتهروا بلقب الأسكوئي، وبالرغم من ذلك فقد كان الأسكوئي يستوطن كربلاء، وكان زعيماً دينياً لفئة من المجتمع الشيعي، إذ كان مرجع المدرسة الشيخيَّة.(1) وقد لقّب بلقب الإحقاقي نسبة إلى كتابه إحقاق الحق الذي صار لقباً لذريته من بعده، حيث تعود أصوله إلى تلك المدينة، وأما الحائري فهي نسبة إلى الحائر الحسيني، وهو لقب يطلق على من يقطن المنطقة المحيطة بالحائر الحسيني بمدينة كربلاء.(2)

## مؤلفاته
| - إحقاق الحق. في جملة من المباحث الكلاميَّة من المعاد والمعراج ومباحث علم الإمام المعصوم - حسب عقيدة الشيعة الإثني عشريَّة - وأوصافه. - درر الأحكام في بيان الحلال والحرام. - لطائف الدرر. رسالة عمليّة فارسيَّة في الطهارة والصلاة. - مناسك الحج. رسالة عملية في أحكام الحج، ذكر الطهراني أنها طبعت بعد وفاة والد الإحقاقي أي محمد باقر الاسكوئي. - ترجمة أصول العقائد. تعريب لكتاب أصول العقائد لكاظم الرشتي الفارسي. | - البوارق. - تنزيه الحق. - العناوين. - الفصول الغرية في رد الصوفية. - الرضاع. - رسائل أخرى متفرّقة.(3) |

## الهوامش
- 1 - انقسم الشيخيَّة إلى قسمين؛ الكرمانيَّة وهم أتباع محمد كريم خان الكرماني، والأسكوئية أتباع حسن گوهر الحائري الذين صاروا يعرفون فيما بعد بالإحقاقيَّة نسبة إلى موسى الإحقاقي. وأتباع القسم الثاني بشكل عام يرفضون لقب الشيخيَّة ويصرون على أنهم لا يختلفون عقائدياً مع بقية الشيعة الإثني عشريَّة، وهم أقرب إلى بقية الشيعة من القسم الأول.
- 2 - الحائر الحسيني اسم يطلق على البقعة التي تحتضن قبر الحسين بن علي، والأطراف المحيطة بها.[6]
- 3 - من الرسائل المتفرّقة: رسالة في جواب سؤال عن أبيات قيلت في العلم المكتوم والألغاز، ومطلعها هي: ”ألا أيها السّاري على كور سابح تجوب الفيافي فدفداً بعد فدفد.. تحمّل رعاك الله عنّي رسالة تبلّغها أهل المدارس في غدٍ“، ورسالة في إثبات أنّ فرض المحال محال على خلاف المشهور، ورسالة في جواب أسئلة السيد مهدي كشوان الكاظمي، ورسالة في جواب أسئلة الملاّ إبراهيم البصير الكويتي، ورسالتين في جواب أسئلة الشيخ حسين الصحّاف، ورسالة في جواب أسئلة الخطيب الملا إبراهيم بن الملا سلمان.